# Virgilio Figueroa
Virgilio Figueroa (Santiago, 1870- Santiago de Chile, 3 de julio de 1939) fue un profesor de historia e historiador chileno.

## Biografía
Estudió Historia en la Universidad de Chile, de donde egresó en 1896, dando inicio a su investigación genealógica de personajes chilenos, tema en el cual basó su tesis de grado.
Famoso por su obra Diccionario Histórico, Biográfico y Bibliográfico, que, según las palabras del mismo autor, es «una enciclopedia histórica en la cual se puede encontrar una síntesis de la vida, labor, obras de hombres y mujeres, y su influencia sobre sus ambientes y las épocas posteriores».
La obra de Figueroa tiene cinco tomos, si se incluye el índice.

## Obras
- Diccionario Histórico, Biográfico y Bibliográfico: 1800-1930 Tomo I (1925)
- Diccionario Histórico, Biográfico y Bibliográfico: 1800-1930 Tomo II (1928)
- Diccionario Histórico, Biográfico y Bibliográfico: 1800-1930 Tomo III (1930)
- Diccionario Histórico, Biográfico y Bibliográfico: 1800-1930 Tomo IV (1931)